# Куза-Воде (Салча-Тудор, Бреїла)
Куза-Воде (рум. Cuza Vodă) — село у повіті Бреїла в Румунії. Входить до складу комуни Салча-Тудор.
Село розташоване на відстані 150 км на північний схід від Бухареста, 42 км на захід від Бреїли, 45 км на захід від Галаца, 146 км на схід від Брашова.

## Населення
За даними перепису населення 2002 року у селі проживали 1047 осіб, усі — румуни. Усі жителі села рідною мовою назвали румунську.